# Ningunsaw Park
Ningunsaw Park är en park i Kanada.   Den ligger i provinsen British Columbia, i den centrala delen av landet, 3 900 km väster om huvudstaden Ottawa. Ningunsaw Park ligger 865 meter över havet.
Terrängen runt Ningunsaw Park är huvudsakligen bergig, men västerut är den kuperad. Trakten runt Ningunsaw Park är nära nog obefolkad, med mindre än två invånare per kvadratkilometer.. Det finns inga samhällen i närheten. 
Trakten runt Ningunsaw Park består i huvudsak av gräsmarker.